# Roxania
Genre
Synonymes
- Abderospira Dall, 1896 †
- Atys (Roxania)
- Bulla (Leucophysema) Dall, 1908
- Damoniella Iredale, 1918
- Leucophysema Dall, 1908

Roxania est un genre de mollusques gastéropodes de la famille Scaphandridae. L'espèce type du taxon est Roxania utriculus. Les espèces présentes dans le genre sont marines.

## Liste d'espèces
Selon World Register of Marine Species (22 mars 2017) :
- Roxania aequatorialis Thiele, 1925
- Roxania alpha (Mestayer, 1921) †
- Roxania argoblysis (Rehder & Ladd, 1973)
- Roxania eburneola (Dall, 1927)
- Roxania lithensis (Sturany, 1903)
- Roxania monterosatoi Dautzenberg & H. Fischer, 1896
- Roxania morgana (Dall, 1908)
- Roxania pacifica (Habe, 1955)
- Roxania pinguicula (Seguenza, 1880)
- Roxania punctulata A. Adams, 1862
- Roxania semilaevis (Seguenza, 1880)
- Roxania smithae Valdés, 2008
- Roxania utriculus (Brocchi, 1814)